# Brandons de Moudon
Pour les articles homonymes, voir Brandon.
Les Brandons de Moudon sont le carnaval de la ville de Moudon, située dans le canton de Vaud en Suisse.

## Histoire

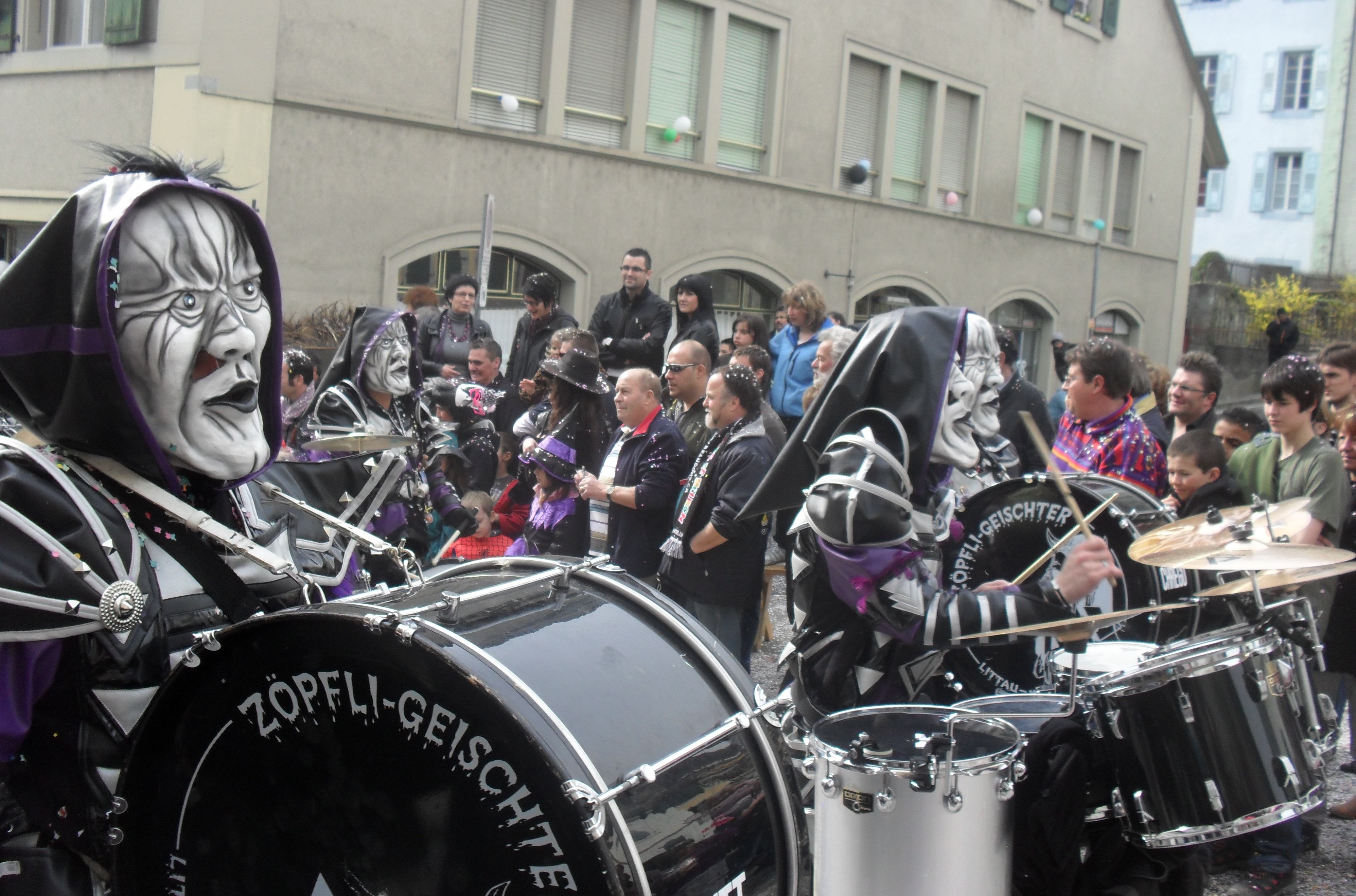
Un groupe de guggenmusik lors du grand cortège en 2011.

Le terme brandons désigne des feux et des bûchers que l'on fait brûler le premier dimanche de carême. À Moudon, jusqu'à la fin du XIXe siècle, des cortèges aux flambeaux parcourent la ville jusqu'aux feux allumés sur les hauteurs. De manifestation enfantine vers 1900, les brandons évoluent lentement jusqu'à devenir un carnaval dans les années 1950 et 1960. Les brandons de Moudon sont ensuite retardés de deux semaines pour ne plus être en concurrence avec ceux de Payerne et deviennent l'un des carnavals les plus importants de Suisse romande. Depuis 2000, un thème différent est proposé chaque année.
En 2012, les brandons de Moudon accueillent 700 musiciens de 15 groupes de guggenmusik et environ 35 000 à 40 000 spectateurs.

## Déroulement
Les Brandons de Moudon ont lieu chaque année quatre semaines avant Pâques sur une durée de trois jours. Après un loto et un bal costumé le jeudi, l'ouverture des Brandons a lieu le vendredi avec un grand cortège aux flambeaux, un concours de masques, la remise des clés de la ville au comité et l'élection de Miss Brandons. Le samedi, le journal satirique des brandons est mis en vente et les enfants défilent dans un cortège costumé. Des groupes de guggenmusik venus de toute la Suisse commencent leur prestation. Le dimanche, le grand cortège humoristique réunissant les chars décorés selon les thèmes d'actualités et les groupes de guggenmusik défile dans la ville et le Bonhomme Hiver est brulé,.
La guggenmusik locale "La Moudelmouzik" réunissant une cinquantaine de musiciens, fait partie chaque année de cette manifestation. 